# Grosse Isle
Grosse Isle (frz.:Grosse-Île) ist eine Insel (nicht zu verwechseln mit der Gemeinde Grosse-Île auf den Magdalenen-Inseln) in Québec im Sankt-Lorenz-Strom in Kanada. Sie ist heute die nationale Erinnerungsstätte Grosse Île and the Irish Memorial National Historic Site of Canada. Dort wird die Geschichte und Bedeutung der Immigration für Kanada und vor allem Québec, das Unglück der irischen Einwanderer während der Typhus-Epidemie 1847 und die Rolle der Insel als Quarantänestation des Einwandererhafens von Quebec von 1832 bis 1937 ausgestellt.

## Einwanderung und Quarantänestation
Um 1830 kamen etwa jährlich 30.000 Einwanderer im Hafen von Quebec an, der der zentrale kanadische Hafen für die europäischen Einwanderer war. Etwa zwei Drittel der Ankömmlinge waren aus Irland. Zu dieser Zeit wurde Europa von Pocken- und Choleraepidemien erschüttert, so dass 1832 auf der Insel eine Quarantänestation errichtet wurde. Diese wurde ausgebaut und bestand bis zum Jahr 1937. Über vier Millionen Menschen kamen dort über die Jahre an. Das offizielle Sterberegister führt 7480 Beerdigungen auf der Insel auf.

### Epidemien
Im Jahr 1832 erreichten mehrere Schiffe mit an Cholera infizierten Passagieren die Insel. Die Infektionswege der Krankheit waren noch nicht hinreichend erforscht und die Station nicht ausreichend ausgestattet, um so viele Infizierte zu behandeln, so dass sich die Krankheit nach vorzeitigen Entlassungen rasch in Kanada ausbreitete und Tausende von Menschenleben forderte.
Im Jahr 1834 wurde die Cholera auf Einwandererschiffen in Grosse-Isle nicht erkannt und konnte so abermals in der Region ausbrechen und forderte erneut Tausende von Todesopfern.
Im Jahr 1847 wurde die Insel mit voller Wucht von einer Typhusepidemie getroffen. Angesichts der Hungersnot in Irland mussten viele Iren auswandern. Sie wurden dazu von den Landlords teils mit falschen Versprechungen und Geld ermuntert, um vor allem auch weniger leistungsfähige Menschen, wie Witwen, Kinder, Alte, körperlich Geschädigte und Geschwächte von ihren Ländereien zu bekommen und auch durch die britische Politik zur Auswanderung gezwungen. Für den Personenverkehr ungeeignete Schiffe, meist für den Transport von Bauholz aus Kanada nach Europa genutzt, wurden so gegen Bezahlung bei der Rückfahrt für die Auswanderung eingesetzt. Mit geringem und minderwertigem Proviant versorgt und ohne sanitäre Einrichtungen mussten die Menschen unter Deck zusammengepfercht eine sechs- bis zwölfwöchige Überfahrt nach Nordamerika ertragen. Der von Läusen übertragbare Typhus breitete sich unter Passagieren und Besatzungen aus und auf diesen sogenannten Coffin Ships (schwimmenden Särgen) starben schon bei der Überfahrt Tausende von Menschen, deren Leichen man meist über Bord warf. Allein in der ersten Juniwoche kamen 84 solcher Schiffe bei der Insel an. Sie stanken nach Krankheit und Tod und die Quarantänestation hatte nur Schlafplätze für maximal 200 Personen vorgesehen. Gefängnisinsassen wurden als Hilfskräfte auf die Insel gebracht. Man konnte die Gesunden nicht von den Infizierten trennen und hatte nur eingeschränkte Desinfektionsmöglichkeiten, dabei hätte man dringend die noch gesunden Menschen von den auf Abfertigung wartenden oder in Quarantäne befindlichen Schiffen separieren müssen. Von den über 90.000 Migranten, die 1847 schließlich auf die Insel kamen, waren etwa 30.000 infiziert und mussten in Krankenhäusern behandelt werden. Über 5.400 Migranten, Besatzungsmitglieder und Personal der Quarantänestation starben auf der Insel. Das Haus of Assembly protestierte bei Königin Victoria 1848 gegen diese Form der britischen Migrationspolitik.
Im Jahr 1849 kamen etwa 39.000 Migranten auf der Insel an und es kam erneut zum Ausbruch der Cholera, so dass eines Tages ein Viertel der Einwohner cholerakrank waren und innerhalb von 2 Wochen 60 Menschen auf der Insel starben. In der Stadt Québec kam es zu mehr als tausend Toten.

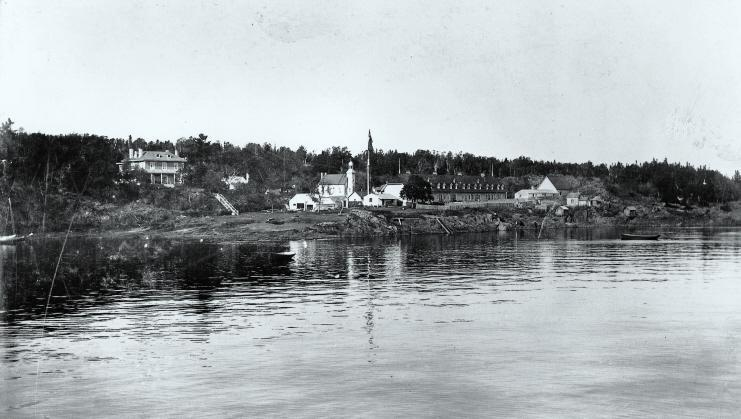
Quarantänestation um 1910

Im Jahr 1854 kamen die Menschen eines cholerafreien Schiffes durch das Inselpersonal unbemerkt mit den Insassen eines infizierten Schiffes in Kontakt und trugen die Seuche nach Québec, wo es zu Hunderten von Toten kam.
Bis in die 1850er Jahre war die Quarantäneeinrichtung geprägt von einem hastigen und improvisierten Aufbau, unzureichender Ausrüstung und mangelnder Kenntnis über die Ausbreitung und Heilung von Seuchen. Nach den großen Seuchenausbrüchen und mit der Unabhängigkeit Kanadas wurde die Insel immer besser ausgestattet, der medizinische Fortschritt und die Beschleunigung der Atlantiküberfahrten durch den Einsatz von Dampfschiffen verbesserten die Situation der Ankömmlinge. Die Ankunftszahlen stiegen bis zum Ersten Weltkrieg auf 225.000 im Jahr 1914. Mit der Großen Depression nahm die Ankunftszahl dramatisch ab, während der medizinische Fortschritt die Behandlung von Cholera, Typhus und Pocken auf dem Festland erlaubte. Die Station wurde daher 1937 geschlossen.

### Gedenken
1909 errichtete der Ancient Order of Hibernians zum Gedenken an die Typhusepidemie von 1847 ein keltisches Kreuz mit Inschriften in Englisch, Französisch und Irisch.
Im Mai 1974 wurde die Insel zur National Historic Site mit der Bezeichnung Grosse Île and the Irish Memorial National Historic Site of Canada erklärt.
Im Mai 1998 wurde eine Partnerschaft mit dem National Irish Famine Museum in Strokestown geschlossen. Damit soll die transatlantische Dimension der irischen Migration besser dargestellt werden.

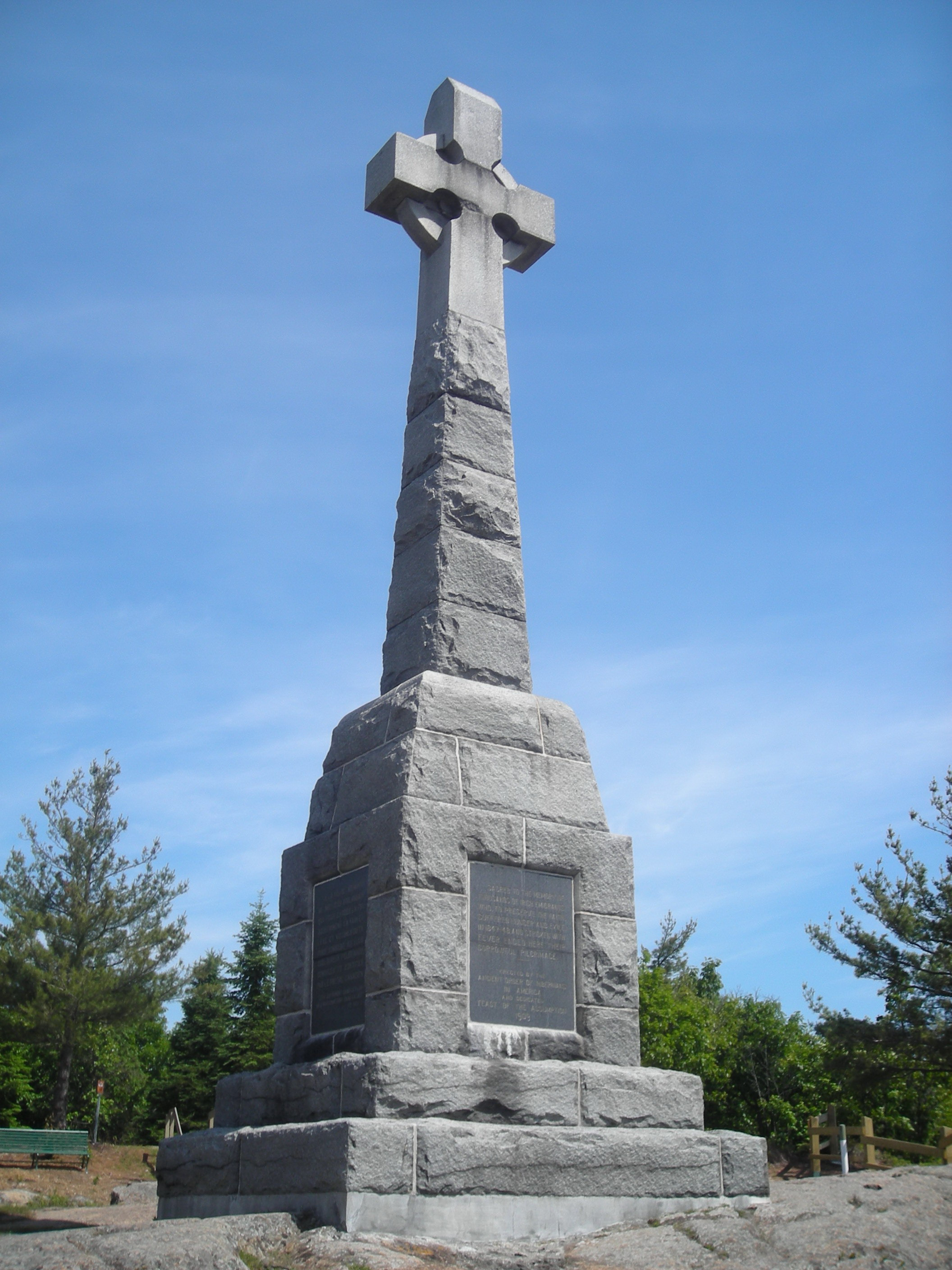
Keltisches Kreuz
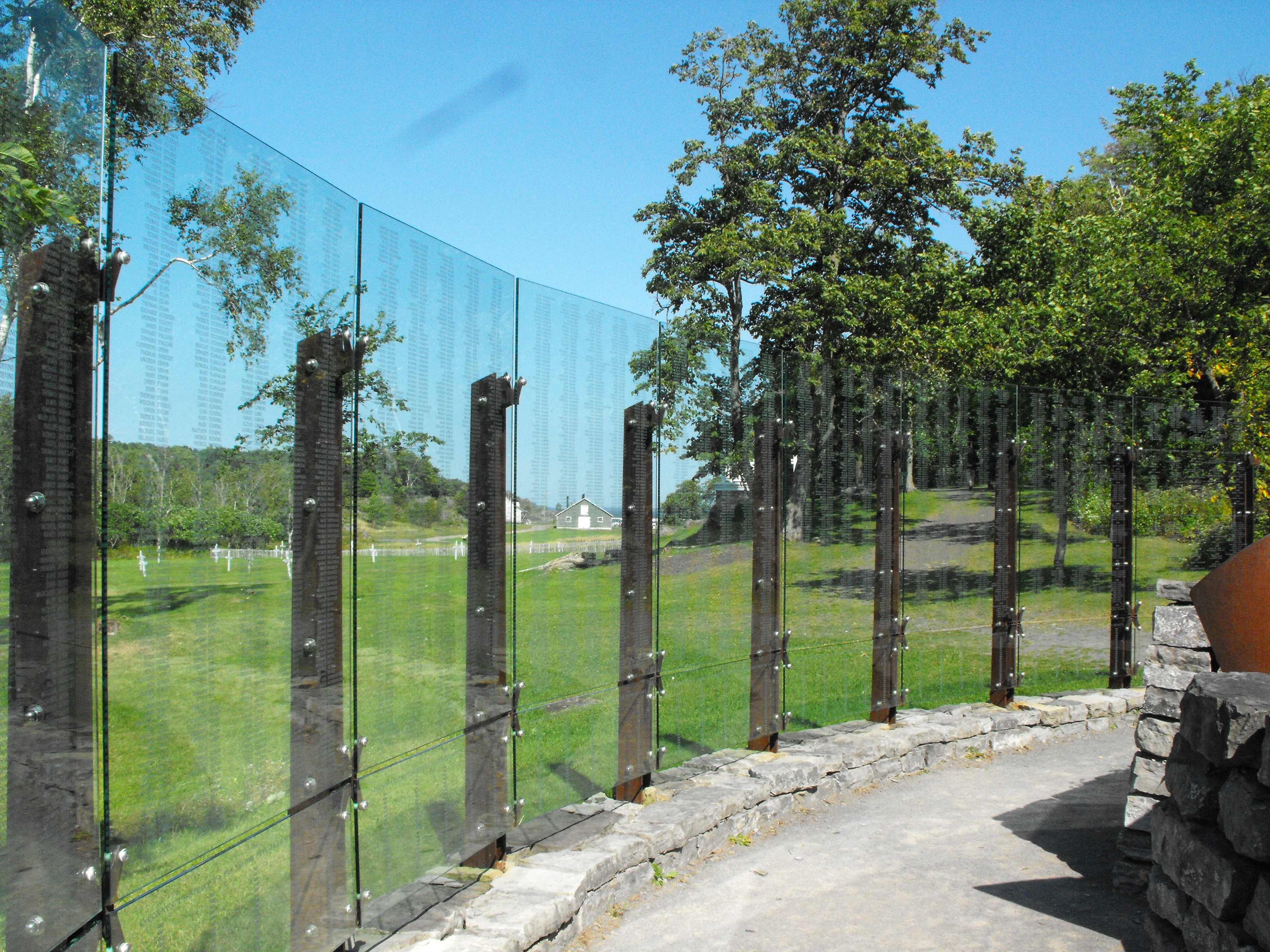
Namenslisten und Blick auf Grabstätten
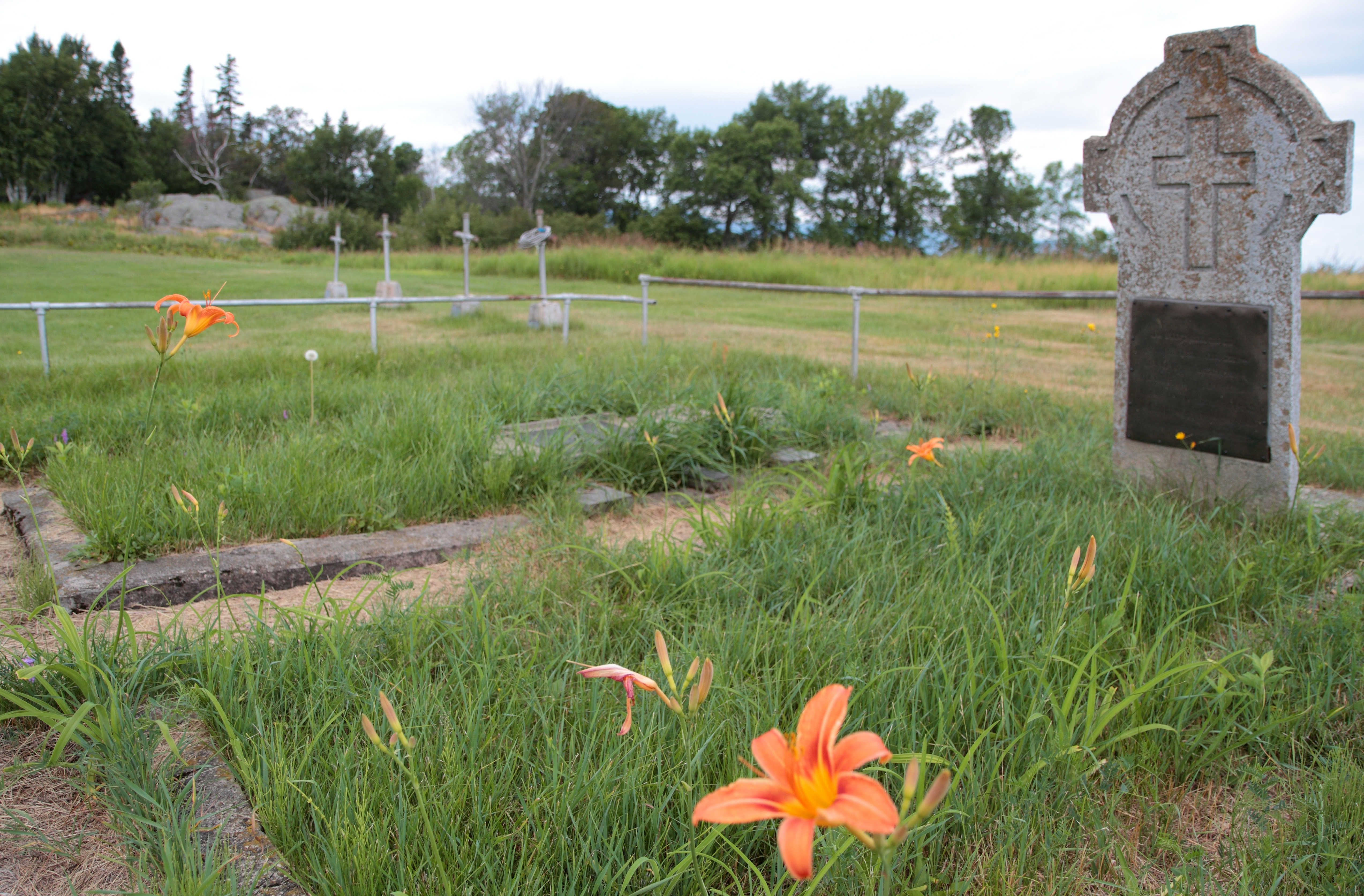
Gräber
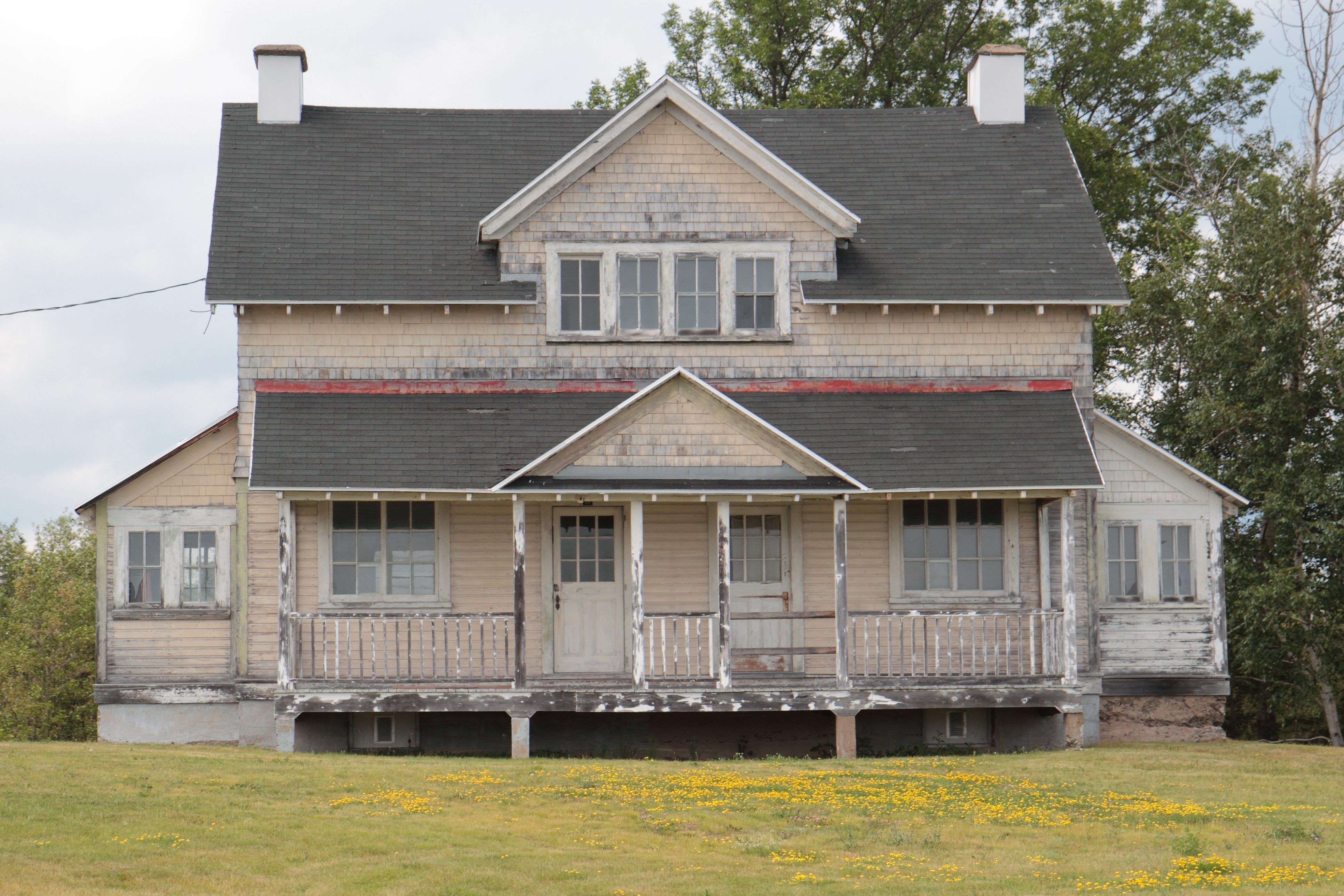
Haus der Krankenschwestern